# Buceljevo
Buceljevo (cirill betűkkel Буцељево, bolgárul Буцелево (Bucelevo)) egy falu Szerbiában, a Pcsinyai körzetben, a Bosilegradi községben.

## Népesség
- 1948-ban 164 lakosa volt.
- 1953-ban 173 lakosa volt.
- 1961-ben 142 lakosa volt.
- 1971-ben 97 lakosa volt.
- 1981-ben 64 lakosa volt.
- 1991-ben 35 lakosa volt
- 2002-ben 22 lakosa volt,[1] akik közül 19 bolgár (86,36%), 2 jugoszláv.[2]